# Batalla de Cassel (1071)
La batalla de Cassel se libró el 22 de febrero de 1071 entre Roberto I de Flandes, llamado Roberto el Frisón, y su sobrino, Arnulfo III, hijo de Balduino VI de Flandes, fallecido en 1070. La batalla dio la victoria a Roberto, quien se apoderó del condado de Flandes. Arnulfo III murió en la batalla.
A la muerte de Balduino, Arnulfo contaba con sólo quince años y su madre Richilda, condesa de Henao y de Mons, que ejercía la tutela de su hijo, provocó el descontento de la población flamenca, que ofreció el condado a Roberto el Frisón, hermano de Balduino. Este, que había jurado renunciar a cualquier reclamación sobre Flandes, se colocó al frente de los descontentos contra los derechos de su sobrino, por lo que será tenido por usurpador y perjuro, haciéndose rápidamente con las ciudades de Brujas y de Gante. Richilda buscó el apoyo del rey Felipe I de Francia, quien se lo brindó enviándole diez caballeros normandos, al frente de los cuales iba Guillermo de Crepón, llamado Fitz Osbern, conde de Hereford, que poco antes de la batalla contrajo matrimonio con Richilda. También contó con la ayuda de Eustaquio II de Boulogne, quien llegó a apresar a Roberto el Frisón, intercambiado de inmediato por la propia Richilda que había caído en poder de los partidarios de Roberto. 
El 22 de febrero ambos ejércitos se encontraron en Cassel al pie del monte. Las fuerzas de Roberto atacaron al ejército numéricamente superior de Arnulfo antes de que pudiera organizarse. Arnulfo y Guillermo Fitz Osbern murieron en la batalla y Richilda huyó al condado de Henao, que siguió gobernando en nombre de su segundo hijo, Balduino.
Roberto se convirtió en conde de Flandes y gobernó hasta 1093. Se ganó la amistad del rey Felipe I de Francia, ofreciéndole la mano en matrimonio de su hijastra, Berta de Holanda.